# Montreal (Wisconsin)
Montreal – miasto w Stanach Zjednoczonych, w stanie Wisconsin, w hrabstwie Iron.